# مانفردونیا
شهر  مانفردونیا (به ایتالیایی: Manfredonia) با جمعیت ۵۷٬۱۴۰ نفر  در ناحیه آپولیا در کشور ایتالیا واقع شده‌است.